# Аврора Сноу
Аврора Сноу (англ. Aurora Snow; настоящее имя — Ребекка Клэр Кенсингтон; род. 26 ноября 1981, Санта-Мария) — американская порноактриса.

## Биография
Ребекка — четвёртый ребёнок в семье англичанки и француза. После развода её мать вышла замуж за Раймонда Норделла, и вся семья переехала в Ноттингем, Англия. В 12 лет Ребекка дебютировала на театральной сцене. После окончания средней школы в возрасте 16 лет, Ребекка уехала в Нью-Йорк и взяла псевдоним Аврора Сноу от героинь сказок — принцессы Авроры и Белоснежки. Год училась в Американской академии драматического искусства, затем окончила Калифорнийский университет в Ирвайне.
10 декабря 2013 года родила сына Квентина. 15 февраля 2015 года объявила о своей помолвке.

## Карьера
По состоянию на июль 2021 года, снялась в 834 порнофильмах и в 15 выступила режиссёром. Карьеру завершила в 2015 году.
Сыграла эпизодические роли в полнометражных художественных фильмах «Правила секса» (2002) и «SuperПерцы» (2007), а также в двух эпизодах сериала «1000 способов умереть» (2009).
Снималась для журналов «Hustler», «Penthouse».

## Награды и номинации
- 2001 — номинация на премию «XRCO Award» в категории «Cream Dream».
- 2002 — 3 премии «XRCO Award» в категориях «Best Threeway Sex Scene» («Up Your Ass 18»), «Best Group Sex Scene» («Gangbang Auditions 7»), «Cream Dream» и номинация в категории «Orgasmic Oralist».
- 2003 — премия «XRCO Award» в категории «Group Scene» («Space Invaderz») и 3 номинации в категориях «Female Performer of the Year», «Orgasmic Analist», «Orgasmic Oralist».
- 2003 — премия «AVN Award» в категории «Лучшая исполнительница года» и номинация в категории «Best All-Girl Sex Scene — Video» («The Violation of Aurora Snow»)[5].
- 2004 — 3 номинации на премию «XRCO Award» в категориях «Female Performer of the Year», «Orgasmic Analist», «Orgasmic Oralist».
- 2004 — 4 номинации на премию «AVN Award» в категориях «Best Group Sex Scene — Film» («Heaven»), «Best Oral Sex Scene — Video» («Pop»), «Female Performer of the Year», «Best Group Sex Scene — Video» («Bachelor»).
- 2005 — 2 номинации на премию «AVN Award» в категориях «Best Actress — Video» («Angels»), «Most Outrageous Sex Scene» («Dementia»).
- 2007 — 2 номинации на премию «AVN Award» в категориях «Best Supporting Actress — Video» («Rumour Had Em…»), «Best Group Sex Scene — Video» («Slutty & Sluttier»).
- 2008 — 2 номинации на премию «AVN Award» в категориях «Best Group Sex Scene — Video» («Janine Loves Jenna»), «Best Supporting Actress — Video» («Insertz»).
- 2011 — включена в «Зал славы XRCO»[6]
- 2012 — номинация на премию «AVN Award» в категории «Best Three-Way Sex Scene» («Taxi Driver: A XXX Parody»).
- 2017 — включена в «Зал славы AVN»[7]